# ARA San Juan (S-42)
ARA San Juan (S-42) là một tàu ngầm chạy điện-diesel từng hoạt động trong Hải quân Argentina thuộc Lực lượng Tàu ngầm Argentina. Tàu ngầm được đóng ở Tây Đức và bắt đầu phục vụ vào ngày 19 tháng 11 năm 1985. San Juan đã trải qua một cuộc cập nhật giữa đời năm 2008 và 2013.
Vào ngày 15 tháng 11 năm 2017, San Juan ngừng liên lạc trong thời gian tuần tra thường lệ ở Nam Đại Tây Dương ngoài khơi bờ biển Argentina. Một chiến dịch tìm kiếm đa quốc gia đã được tiến hành để cố gắng xác định vị trí của chiếc tàu ngầm này, được cho là đã bị một sự cố điện.
Vào ngày 16 tháng 11 năm 2018, Hải quân Argentina báo cáo rằng Seabed Constructor, một tàu của hãng khảo sát thủy văn Hoa Kỳ Ocean Infinity, đã tìm thấy San Juan thông qua một tàu chìm từ xa. Xác tàu nằm khoảng 600 km về phía đông của Comodoro Rivadavia, ở độ sâu 900 mét (3.000 ft). Tàu ngầm đã hoàn thành, nhưng đã bị phá vỡ, với đống đổ nát rải rác lên đến 70 mét (230 ft) từ thân tàu.

## Thiết kế
Được đóng bởi Thyssen Nordseewerke, San Juan được đặt ki vào ngày 18 tháng 3 năm 1982 và hạ thủy vào ngày 20 tháng 6 năm 1983. Nó có thiết kế một thân tàu, có đầu tàu nhẹ và đuôi và một cấu trúc thượng tầng kín nước ở phần giữa. Chiếc tàu chị em của nó, ARA Santa Cruz là loại tàu khác duy nhất của nó, mặc dù chương trình ban đầu đã cố gắng để sản xuất một số lượng lớn các tàu ngầm.

## Tên gọi
Tên chiếc tàu ngầm này xuất phát từ San Juan thuộc Argentina, với điều kiện tên của tất cả các tàu ngầm Argentina bắt đầu bằng chữ S. Các tàu quá khứ có cùng tên là tàu khu trục (1911), tàu khảo sát (1929) và thuyền ngư lôi (1937).

## Lịch sử hoạt động
xxxxthumb|left|ARA San Juan tại xưởng đóng tàu Tandanor.]]Chiếc tàu ngầm này bắt đầu đưa vào biên chế vào ngày 18 tháng 11 năm 1985.
Năm 1994, trong cuộc tập trận FleetEx 2/94 "George Washington" với Hải quân Hoa Kỳ, San Juan đã tránh được việc phát hiện bởi các lực lượng chống lật đổ của Mỹ trong suốt thời gian diễn ra chiến tranh; thâm nhập vào việc bảo vệ tàu khu trục và "chìm" tàu USS Mount Whitney. Chiếc tàu ngầm này tham gia một số cuộc tập trận khác bao gồm Gringo-Gaucho và UNITAS.
Đợt cập nhật giữa đời đã được thực hiện ở Argentina từ năm 2008 đến năm 2013, mất nhiều thời gian hơn dự kiến do những hạn chế về ngân sách. Chi phí nâng cấp khoảng 100 triệu peso (12,4 triệu đô la) và bao gồm hơn 500.000 giờ làm việc, trong đó tàu ngầm bị cắt đôi và bốn động cơ và pin MTU được thay thế. Đợt cập nhật được thực hiện tại xưởng đóng tàu Tandanor và Storni thuộc Tổ hợp công nghiệp Argentina (CINAR)  Sau đó, San Juan được giao nhiệm vụ thực hiện công tác giám sát tại khu kinh tế quanh Puerto Madryn, đặc biệt trong vai trò chống lại đánh bắt cá bất hợp pháp.

## Biến mất

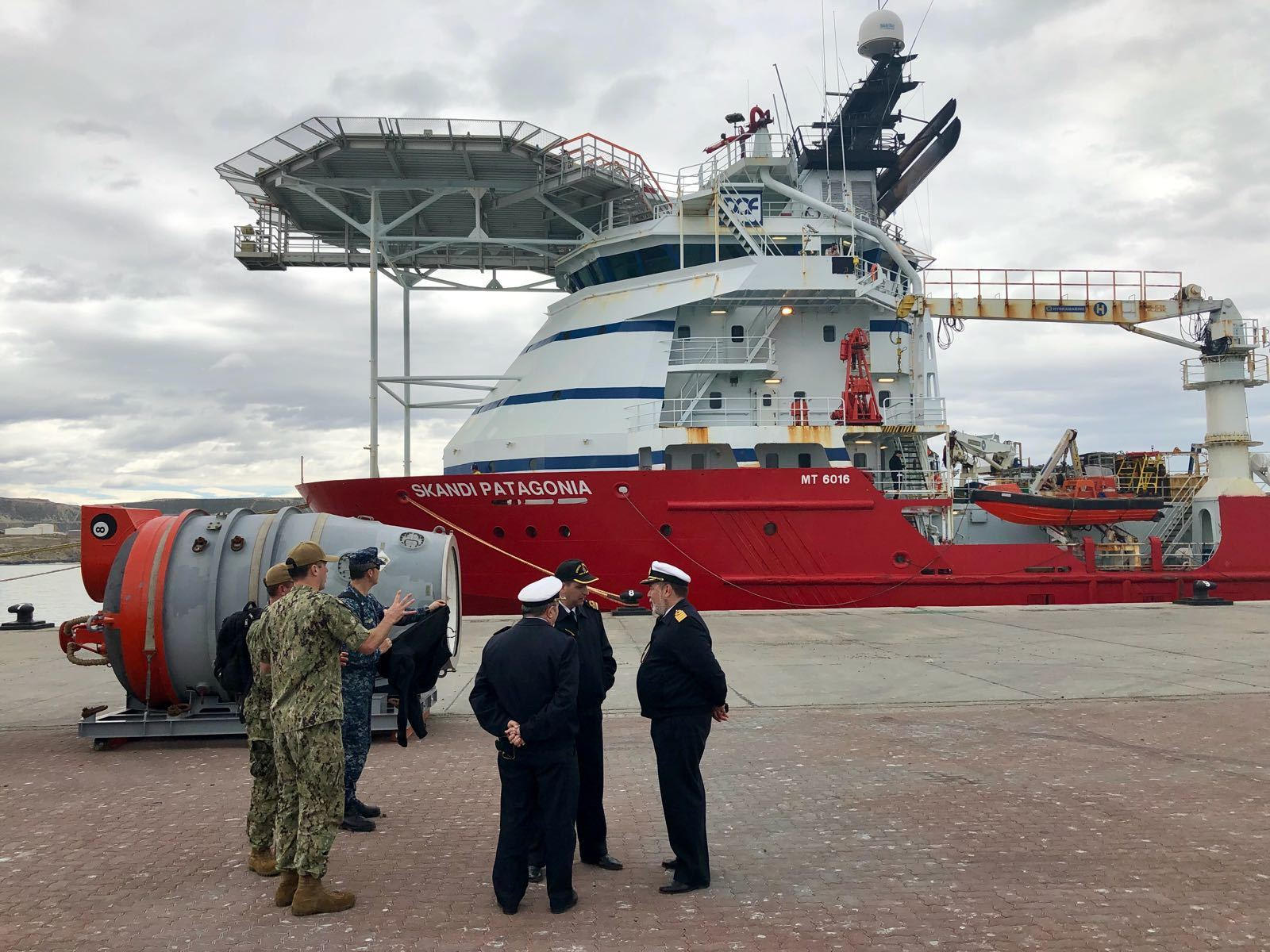
Lực lượng Hoa Kỳ và Argentina trước chiếc tàu cứu hộ Skandi Patagonia

Vào đầu tháng 11 năm 2017, San Juan đã tham gia cuộc tập trận hải quân ở Tierra del Fuego, bao gồm việc chìm tàu cũ ARA Somellera như một mục tiêu.. Với trò chơi chiến tranh hoàn thành và sau một chuyến viếng thăm Ushuaia mở cửa cho công chúng, tàu ngầm đi thuyền đến cảng nhà của nó ở Mar del Plata.. Ngày 17 Tháng Mười Một, nó đã được thông báo rằng nó đã không được nghe từ kể từ 15 Tháng Mười Một, và rằng các hoạt động tìm kiếm cứu nạn đã được đưa ra khoảng 200 hải lý (370 km; 230 mi). Phía đông nam của vịnh San Jorge Có ít nhất 44 thủy thủ trên tàu ngầm bị mất tích, mang oxy trong thời gian không quá bảy ngày khi lặn. Trong số đó có nhân viên tàu ngầm nữ đầu tiên của Argentina là Eliana María Krawczyk.
Vào ngày 17 tháng 11, Mauricio Macri, tổng thống Argentina đã chuyển đến nơi ở chính thức tại Chapadmalal, gần Mar del Plata, để theo sát hoạt động tìm kiếm và cứu hộ một cách chặt chẽ hơn. Lực lượng Vũ trang Argentine thiết lập trung tâm hoạt động tại căn cứ hải quân ở Mar del Plata, cùng với các thành viên gia đình của tàu ngầm cũng có mặt tại căn cứ. Hải quân Argentina đã đưa một nhóm các chuyên gia về sức khoẻ tâm thần để giúp đỡ các gia đình, trong khi một nhóm để giữ cho họ cập nhật về các nỗ lực tìm kiếm và cứu hộ cũng đã được thiết lập.
Ngày 18 tháng 11, Bộ Quốc phòng Hoa Kỳ báo cáo rằng đã có những nỗ lực truyền thông ngày hôm đó từ một chiếc điện thoại vệ tinh được cho là từ tàu ngầm, nhưng sau đó đã xác định rằng các cuộc gọi không phải là từ tàu ngầm này.
Vào ngày 19 tháng 11, Lực lượng Vũ trang Argentina tuyên bố rằng thời tiết khắc nghiệt với sóng 8 mét (26 ft) trong khu vực đã cản trở nỗ lực tìm kiếm và điều kiện thời tiết sẽ không thuận lợi cho đến ngày 21 tháng 11.
Vào ngày 20 tháng 11, Hải quân Argentina thông báo rằng "giai đoạn cấp bách" để giải cứu đang tiến tới. Mặc dù tàu ngầm có đủ nguồn cung cấp cho 90 ngày trên mặt nước, nó chỉ có đủ oxy trong 7-10 ngày dưới nước và nó được suy đoán rằng nó đã được dưới nước khi truyền thông đã bị mất trong thời tiết thô. Hải quân cũng tuyên bố rằng nếu vấn đề đơn giản là thất bại trong giao tiếp, thì San Juan sẽ đến Mar del Plata vào ngày 19 hoặc 20 tháng 11. Hải quân Argentina sau đó đã báo cáo rằng các hệ thống sonar trên hai tàu và phao sonar do máy bay P-8A Poseidon của Hoa Kỳ rơi xuống đã phát hiện ra tiếng ồn có thể đến từ San Juan, trong khi một sĩ quan cao cấp của Hải quân Hoa Kỳ nói với CNN rằng điều này nghe như đập vào thân tàu để cảnh báo tàu đi qua, tuy nhiên, sau đó phân tích âm thanh xác định rằng âm thanh "không tương ứng với tàu ngầm", và có lẽ có nguồn gốc sinh học. Vào cuối ngày, các tàu biển của Hải quân Argentine Puerto Deseado và ARA Austral với sự hỗ trợ của chiếc tàu phá băng Almirante Maximiano của Hải quân Brasil đã tiến hành quét rộng rãi nơi bắt đầu âm thanh sinh học. Hải quân Hoàng gia tuyên bố rằng các con sóng 10 mét (33 ft) đã làm chậm việc tìm kiếm, nhưng làm dịu thời tiết dẫn đến điều kiện sonar được cải thiện.
Tính đến ngày 21 tháng 11, diện tích tìm kiếm là 482.507 kilômét vuông (186.297 sq²), trong khi 15 chiếc máy bay và 17 tàu đang tích cực tìm kiếm khu vực. Điều kiện thời tiết được cải thiện, với sóng 3-4m (9,8-13,1 ft), làm cho việc tìm kiếm tàu ngầm ít khó khăn hơn. Hải quân Hoa Kỳ sau đó báo cáo rằng một trong những máy bay của nó đã phát hiện ra một chữ ký nhiệt tương ứng với một vật thể kim loại ở độ sâu 70 mét (230 ft), cách bờ biển Puerto Madryn khoảng 300 km (190 dặm). Không có xác nhận chính thức từ Hải quân Argentina cho dù đối tượng này thực sự là San Juan, nhưng nguồn tin cho tờ Clarín biết rằng một hạm đội trong khu vực dẫn đầu bởi phi thuyền ARA Drummond đã được lệnh phải tiến hành "với tốc độ cao" về phía nơi phát hiện vật thể. Lúc 7 giờ tối, chiếc tàu HMS Protector của Anh, trong khu vực tuần tra hàng hải của mình, đã nhìn thấy ba tia lửa về phía đông: một quả cam và hai màu trắng. Thông tin này được báo cáo cho Puerto Belgrano khi Trung tâm Điều hành tìm kiếm và Cứu nạn được thành lập vì vậy, việc triển khai một tàu khu trục và hai tàu hộ tống của Hải quân Argentine đã được yêu cầu thực hiện một tuần tra biển và đánh giá sử dụng sonar, giữ cho hoạt động và thụ động nghe bất cứ liên lạc nào có thể phóng hỏa tiễn, thì chiếc máy bay Poseyon P-8A của Hoa Kỳ đến cùng khu vực cũng đã được lệnh. Phương tiện thứ ba được sử dụng để chứng minh bất kỳ dấu hiệu nào, là một chuyến bay siêu nhẹ 300 mét (980 ft) của máy bay Lockheed P-3 Orion của Không lực Braxin được trang bị một máy dò dị thường dạng từ, là ba phương tiện đã được sử dụng để xác minh một tiếp xúc (âm thanh, nhiệt và từ tính) và không có dấu hiệu của sự hiện diện của tàu ngầm.

## Tìm kiếm và cứu vãn nỗ lực
Tính đến ngày 21 tháng 11, khi bao gồm các tàu và máy bay đang trên đường tới khu vực tìm kiếm, Bộ Quốc phòng cho biết có 27 tàu và 18 máy bay tham gia vào việc tìm kiếm và cứu hộ San Juan. Trong đó có 18 tàu và 5 máy bay là Argentina, còn lại 9 tàu và 13 máy bay thuộc 11 nước khác đã trợ giúp. Ngoài ra còn có hàng chục tàu đánh cá hỗ trợ tìm kiếm. Hoạt động được thực hiện dưới sự bảo trợ của ISMERLO, một tổ chức quốc tế của hơn 40 quốc gia được thành lập năm 2004 sau thảm hoạ tàu ngầm Kursk.